# Орлики трансильванські
Орлики трансильванські (Aquilegia transsilvanica) — вид квіткових рослин з родини жовтецевих (Ranunculaceae).

## Опис

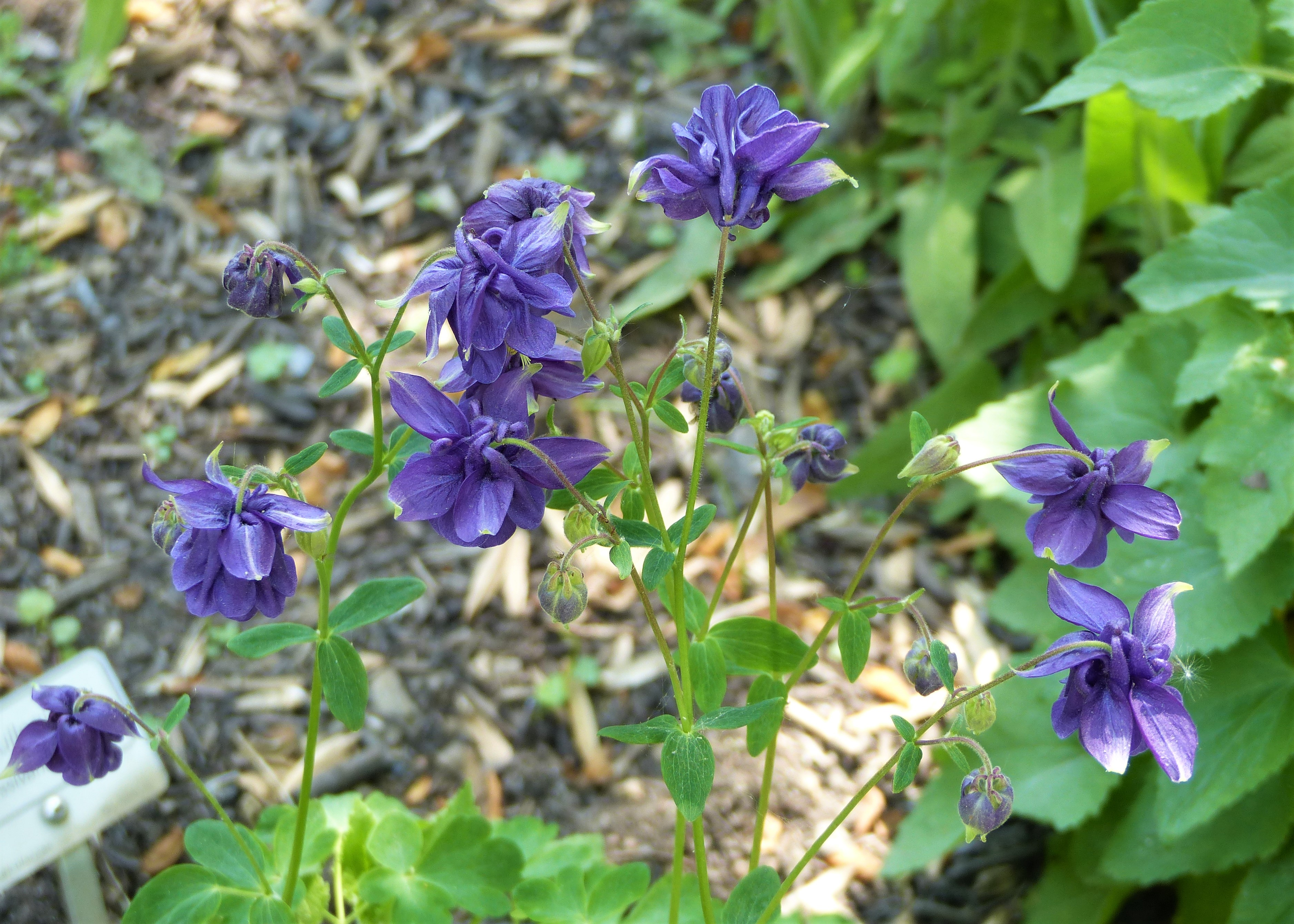

Рослина 15—30 см заввишки. Квітки великі, 4–5 см в діаметрі, блакитно-сині або фіолетові. Тичинки коротші пелюсток або б. м. рівні їм; пластинка пелюсток довша за шпору. Насіння чорне, зморшкувате, не блискуче.

## Поширення
Росте в Європі (Румунія, Україна).
В Україні вид росте на вапняках — у Карпатах, зрідка.